# Битва при Дормане
Битва при Дормане — сражение Пятой гугенотской войны во Франции, произошедшее 10 октября 1575 года между армиями герцога де Гиза Генриха I и пфальцграфа Иоганна Казимира. Местом сражения была деревня Дорман, на берегу реки Марна.

## Предыстория
После начала Пятой религиозной войны гугеноты вновь обратились за помощью к своим немецким союзникам. Иоганн Казимир начал собирать армию, но это заняло некоторое время, и поэтому армия протестантов под командованием Гийома де Монморанси-Торе, начала свой марш по Франции только осенью 1575 года. Силы Монморанси состояли примерно из 1500 немецких кавалеристов, 500 аркебузиров и небольшого числа французов.

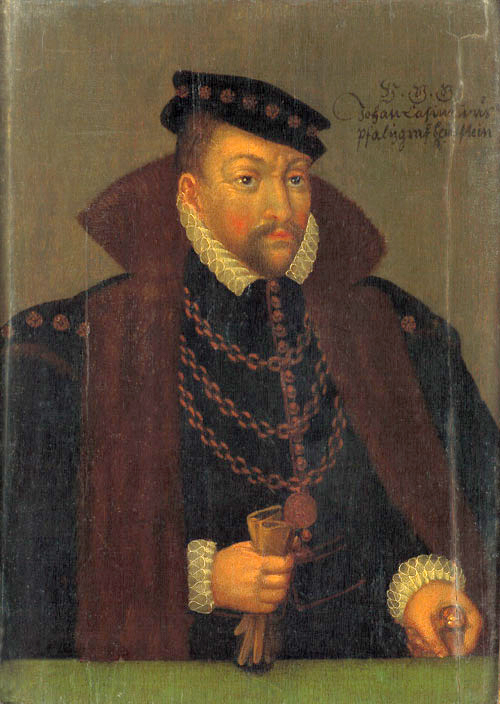
Иоганн Казимир

Королевский двор Франции послал в Лотарингию большую армию под командованием Генриха I де Гиза. Главной целью Монморанси было избежать любых контактов с королевской армией и попытаться присоединиться к войскам либо его брата Дамвиля, либо герцога Алансонского.

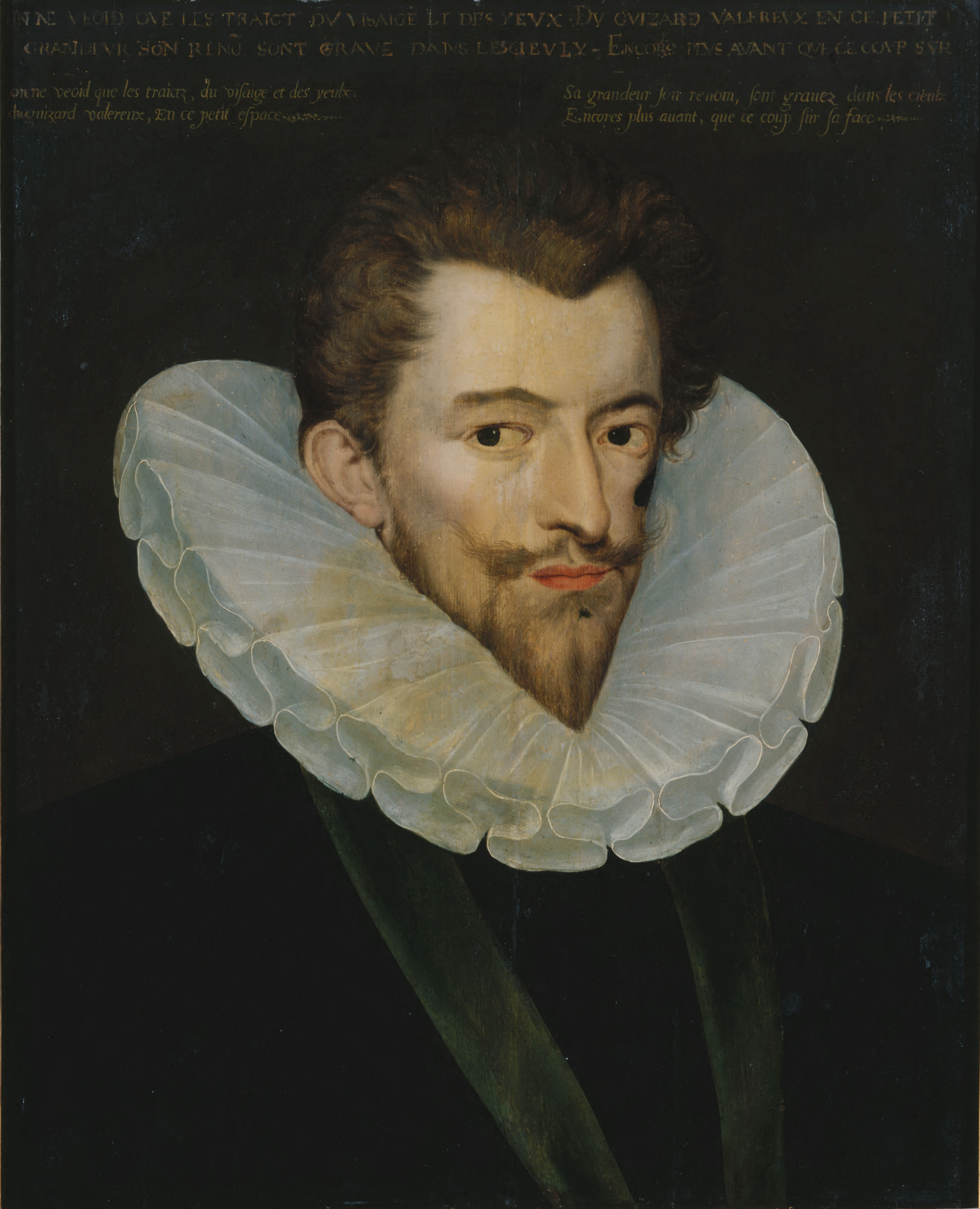
Генрих I де Гиз

При попытке перехватить немцев де Гиз оставил свои пушки в Лотарингии и двинулся на север к Седану. Протестантам удалось ускользнуть от него. Тогда Гиз направился на запад к Реймсу в попытке помешать немцам пересечь Эну. Из Реймса он вызвал подкрепление, предположив, что его армия недостаточно велика. Когда подкрепление не прибыло, он отступил на юго-запад к Марне и занял позицию между Шато-Тьерри и Эперне.

## Сражение
В начале октября протестанты разбили лагерь на северном берегу Марны близ Дормана. 10 октября католики неожиданно напали на немцев. Увидев приближение войск к городу, мирные жители разрушили деревянный мост соединяющий северный берег Марны с Дорманом. После непродолжительной битвы Генриху I удалось обратить гугенотов в бегство и взять в плен Филиппа Дюплесси-Монре.
{{нет АИ 2|Генрих I в этой битве был ранен в лицо, за что получил прозвище «Меченый» (фр. La Balafré). Обе стороны потеряли всего около 50 человек убитыми, но большую часть жертв составляли протестанты. Части их сил удалось вырваться из ловушки, переправившись через Сену близ Ножан-сюр-Сен, и Монморанси-Торе в конце концов соединился с Алансоном в Ла-Шатре, между Туром и Ле-Маном на реке Луар, примерно в 100 милях к юго-западу от Парижа.

## Последствия
Чтобы отпраздновать эту победу, Генрих III провёл торжественную процессию и исполнил Te Deum, но его мать, Екатерина Медичи, понимала, что ситуация всё ещё критическая. Все главные противники Генриха всё ещё были на поле боя, и королевскому двору не хватало денег для продолжения войны. Ей удалось договориться о перемирии в Шампиньи-сюр-Вёд (21 ноября 1575 года), в ходе которого было бы удовлетворено большинство требований герцога Алансонского, но эти переговоры провалились.
Война продолжалась до 1576 года, пока наконец не была прекращена подписанием Эдикта в Больё 5 мая 1576 года.